# Saint-Bonnet-Elvert
Saint-Bonnet-Elvert – miejscowość i gmina we Francji, w regionie Nowa Akwitania, w departamencie Corrèze. Nazwa miejscowości pochodzi od imienia św. Boneta.
Według danych na rok 1990 gminę zamieszkiwało 188 osób, a gęstość zaludnienia wynosiła 10 osób/km² (wśród 747 gmin Limousin Saint-Bonnet-Elvert plasuje się na 442. miejscu pod względem liczby ludności, natomiast pod względem powierzchni na miejscu 367.).